# Брют (шампанське)
Брют (від фр. brut — «найсухіше» або «брют») — сорт шампанського.
Згідно із Законом України «Про виноград і виноградне вино» розрізняють: шампанське, ігристе та газоване вино.
Шампанське — біле ігристе шампанізоване вино, яке має три роки витримки та виготовлене з додаванням сахарози.
Шампанізація — технологія природного насичення вина діоксидом вуглецю.

## Види шампанського Брют
Ігристі вина Брют за вмістом цукру поділяються на:
- Non-dosage (Brut Nature) — 0–3 г/л, виготовляється без додавання цукру.

- Extra Brut — 0–6 г/л, додатковий цукор утворюється лише шляхом ферментації, не більше 0,6 %.
- Brut — найпоширеніше шампанське, із вмістом цукру не більше 15 г/л (1,5 %).[4]

Експерти вважають, що найкраще шампанське, яке виготовлено з мінімальним вмістом цукру та має натуральну основу з найкращих сортів винограду.